# Cophixalus ornatus
Cophixalus ornatus är en groddjursart som först beskrevs av Fry 1912.  Cophixalus ornatus ingår i släktet Cophixalus och familjen Microhylidae. IUCN kategoriserar arten globalt som livskraftig. Inga underarter finns listade i Catalogue of Life.